# 堀田きいち
堀田 きいち（ほった きいち）は、日本の漫画家。女性。鳥取県米子市出身。2009年から『月刊Gファンタジー』にて『君と僕。』を連載。

## 来歴
『月刊少年ガンガン』（スクウェア・エニックス）の新人漫画家投稿企画「2Pギャグ頂上決戦 GGグランプリ」に応募。2003年ごろより同誌に応募した作品『君と僕。』が不定期に掲載される。同作が「人気を集め」たことにより、2004年から『ガンガンパワード』（同）にて連載開始。2009年、同誌が休刊し『ガンガン』系の雑誌に統合となり、本作は『月刊Gファンタジー』（同）に移籍して6月号より連載開始となる。同作は2011年と2012年にテレビアニメ化されている。

## 作品リスト

### 連載
- 君と僕。（『月刊少年ガンガン』2003年9月号 - 2004年6月号（不定期）→『ガンガンパワード』2004年[4]秋号 - 2009年4月号→『月刊Gファンタジー』2009年6月号[4] - 2015年10月号、2019年1月号[8] - 2019年3月号[9]、2022年2月号[9] - 2022年4月号[10]、全18巻）
  - 君と僕。番外編（『月刊Gファンタジー』2022年5月号[11] - 2022年7月号[12]）

### アンソロジー
- コミックアンソロジー年の差。「時計回りの夏休み」「先生あのね」（ガンガンコミックスアンソロジー、作家陣の一人として参加）
- コミックアンソロジー王子。「君に飾る星」（ガンガンコミックスアンソロジー、作家陣の一人として参加）
- コミックアンソロジー制服。「モーニングコール」（ガンガンコミックスアンソロジー、作家陣の一人として参加）

### その他
- 特集「2008まんがベストテン！」（『ぱふ』2009年4月号[13]） - アンケート回答[13]
- 『青い花』トリビュート（『マンガ・エロティクス・エフ』vol.59[14]） - イラストとコメント寄稿[14]
- 『君に届け』トリビュート（『別冊マーガレットsister』創刊号[15]） - 寄稿[15]
- 『別冊spoon. 2Di』2012年[16] - インタビュー掲載[16]
- 漫画家使用画材アンケート（『季刊エス』2013年7月号[17]）
- 浅倉といっしょッ！（『ガンガンONLINE』2015年5月15日[18]） - 『浅尾さんと倉田くん』完結記念お祝いイラストコメント寄稿[18]